# Mystriosuchus
Mystriosuchus – rodzaj fitozaura żyjącego w późnym triasie i być może wczesnej jurze na terenie współczesnej Europy. Został nazwany w 1896 roku przez Eberharda Fraasa. Obejmuje trzy gatunki: Mystriosuchus planirostris (początkowo Belodon planirostris), będący gatunkiem typowym rodzaju, M. westphali i M. steinbergeri. Niemal kompletny szkielet M. planirostris, odnaleziony w 1995 w północnych Włoszech, pozwala określić długość zwierzęcia na około 4 m. Budowa szkieletu pozaczaszkowego dowodzi, że Mystriosuchus był spośród wszystkich znanych fitozaurów najlepiej przystosowany do prowadzenia wodnego trybu życia. Anatomia czaszki sugeruje, że żywił się przede wszystkim rybami.
Maisch i Kapitzke (2010) opisali fragment żuchwy odnaleziony w Somerset w Anglii, przypisywany do Mystriosuchus. Osady, w których odkryto tę skamieniałość autorzy datowali na hettang; ich zdaniem odkrycie to sugeruje, że Mystriosuchus mógł być jednym z nielicznych fitozaurów, które przetrwały wymieranie triasowe. Jednak Barrett i Xu (2012) zwrócili uwagę, że osady, w których odkryto ten fragment żuchwy, znajdują się poniżej osadów, w których znaleziono skamieniałości amonitów z rodzaju Psiloceras. W Wielkiej Brytanii pojawienie się amonitów z tego rodzaju w zapisie kopalnym wyznacza początek jury; ponieważ fitozaur, do którego należał fragment żuchwy opisany w 2010 r. jest od nich starszy, zdaniem Barretta i Xu musiał on żyć w triasie.
Mystriosuchus często był klasyfikowany w odrębnej podrodzinie Mystriosuchinae, jednak nowsze badania sugerują jego przynależność do Pseudopalatinae – mimo kilku różnic w budowie w porównaniu z innymi członkami tej podrodziny. Początkowo był uznawany za rodzaj słodkowodny, jednak odkrycia w Lombardii dowiodły, że przynajmniej niektóre osobniki prowadziły wyłącznie morski tryb życia.